# 앙디 질레
앙디 질레(프랑스어: Andy Gillet, 1981년 7월 8일~)는 프랑스의 배우, 모델이다.

## 작품 목록

### 영화
- 미스터리 앳 더 루브르 뮤지엄 (2017년)
- 잠자는 미녀 (2016년)
- 코스모스 (2015년)
- 바르샤바의 공작 부인 (2015년)
- 쇼콜라 (2015년) - 여장 남자 역
- 포트 뷰캐넌 (2012년)
- 서양골동양과자점 앤티크 (2008년) - Jean-Baptiste Evan 역
- 로맨스 (2007년)
- 내 인생의 한 남자 (2006, L'Homme de sa vie)
- Nouvelle Chance (2006년)